# Мэтью, Саймон
Саймон Мэтью (род. 17 мая 1984 в Хиртсхальсе) — датский поп-музыкант. Певец выиграл датский музыкальный конкурс «Danish Melodi Grand Prix 2008» и получил возможность представить Данию на конкурсе песни Евровидение 2008 с песней «All Night Long».

## Биография
Саймон начал музыкальную карьеру с выпуска своего первого сольного альбома в 2005. Свой стиль музыкант называет «мелодичным роком». Первый сингл «These Arms» держался на первом месте в датском национальном чарте «Tjeklisten» в течение пяти недель. Следующий сингл Мэтью — «Dreamer» также занимал высокие места в местных хит-парадах, и долгое время проигрывался на радиостанциях.
Песня «All night long» (рус. Ночи напролёт) была исполнена во втором полуфинале международного конкурса Евровидение 2008. Авторы песни — Хакоб Лаунбхерг, Свенд Гудиксен и Нис Быгвад. В полуфинале песня заняла третье место с результатом 112 баллов, но в финале, набрав только 60 очков финишировала только пятнадцатой.
В настоящее время Саймон играет в театре Орхуса.